# 1167 Dubiago
Dubiago (asteróide 1167) é um asteróide da cintura principal com um diâmetro de 63,12 quilómetros, a 3,145419 UA. Possui uma excentricidade de 0,0775595 e um período orbital de 2 299,88 dias (6,3 anos).
Dubiago tem uma velocidade orbital média de 16,12956588 km/s e uma inclinação de 5,72184º.
Esse asteróide foi descoberto em 3 de Agosto de 1930 por Evgenii Skvortsov.